# فيرنون بيرانج
فيرنون سيلير بيرانج (بالإنجليزية: Vernon Celliers Berrangé) الملقب باسم «المدافع عن الشعب» بعد تكريم نيشان رفاق أوليفر تامبو (إس سي أو تي)، (من مواليد 25 نوفمبر 1900 - 14 سبتمبر 1983) وهو مدافع بارز عن حقوق الإنسان في جنوب إفريقيا (كيو سي).

## شيوعي
انضم بيرانج إلى الحزب الشيوعي الجنوب أفريقي بمحض إرادته في حوالي عام 1938، وكان يرى أنها منظمة عبرت عمليًا عن تلك النظريات الاقتصادية والاجتماعية التي ناشدته. كان بيرانج عضوًا عاديًا ملحقًا بالفرع المركزي في جوهانسبرغ، باستثناء فترة كان فيها عضوًا في لجنة تعنى بالتشريعات الصناعية والعمل النقابي. استقال بيرانج من الحزب في عام 1950 بعد أن تم حلّه، بعد إقرار قانون قمع الشيوعية لعام 1950. أعاد بيرانج لاحقًا تقييم وجهات نظره وتغييرها جذريًا، لينتقد نظريات وممارسات الحزب. على الرغم من هذا التغيير في وجهات النظر، ظل صديقًا لبعض الرفاق السابقين، وبعد ذلك أصبح عضوًا في الفريق الذي يدافع عن برام فيشر في المحكمة.

## المهنة القانونية
تم قبول بيرانج في نقابة المحامين في جنوب أفريقيا في عام 1924، لكن في عام 1926 ترك نقابة المحامين ودخل في شراكة مع والده، جيمس لويس ستاين بيرانج (ولد في 16 أكتوبر 1865، وتوفي عام 1931)، كمحام. بقي في سايد بار حتى عام 1950 عندما أُعيد قبوله في نقابة المحامين حيث بقي حتى تقاعده عام 1966.

اكتسب بيرانج سمعة طيبة كمحامي دفاع جنائي ومدافع عن حقوق الإنسان واشتهر باستجوابه المدمر.
«استجوب الشهود بطريقة شديدة البرودة، والتي، إلى جانب نظرة ثاقبة مدمرة لعلم النفس، بدت وكأنها تدبّ الرعب في أكثر رجال الشرطة عدوانية. كان المحامي الجنائي الأكثر طلبًا في ذلك الوقت، وظهر في كل محاكمة سياسية كبرى تقريبًا في البلاد، بما في ذلك محاكمة الخيانة».
كان أحد مؤسسي منظمة الحقوق والعدالة ورئيس جمعية المساعدة القانونية. وعلى هذا النحو، كثيرًا ما كان على استعداد لقبول مذكرات في الحالات التي يتهم فيها غير البيض بموجب قوانين الفصل العنصري التمييزية، وفي مثل هذه الحالات يتصرفون عادة دون مقابل.

### مهمات الحرب الخاصة
في عام 1941 تم تكليف بيرانج بمهام خاصة من قِبَل العميد كولير، الأمين العسكري للجنرال سموتس. شملت هذه الواجبات البحث عن الفاشيين الذين قد يكونون من المتسللين إلى داخل القوات المسلحة. ومع ذلك، بعد الحرب العالمية الثانية، وجد بيرانج نفسه متورطًا بشكل متزايد في الدفاع عن حقوق الإنسان لأولئك الذين حوكموا من قِبَل الحكومة القومية التي كان بعض أعضائها من مؤيدي النازيين.

### ألكسندرا، مقاطعة الحافلات
بعد مقاطعة بلدة ألكسندرا للحافلات (1944)، التي تم تنظيمها ردًا على قيام شركات الحافلات برفع أسعارها بمقدار فلس واحد، أصدرت الحكومة تشريعًا طارئًا يحظر جميع الاجتماعات. اكتشف الشيوعيان برام فيشر وبيرانج ثغرة قانونية في هذا التشريع، ما يعني أنه ما يزال بإمكان المقاطعين التجمع والمسيرة. ومع ذلك، عند مناقشة هذه الثغرة عبر الهاتف، تم التنصت عليهما من قِبَل الشرطة التي علمت بذلك وأعادت صياغة التشريع على عجل. فاز المقاطعون بتنازلاتهم في النهاية. كانت هذه هي المرة الأولى من بين مرات عديدة التي عمل فيها بيرانج وفيشر معًا من أجل العدالة للمضطهدين.